# Penicillium lapatayae
Penicillium lapatayae är en svampart som beskrevs av C. Ramírez 1985. Penicillium lapatayae ingår i släktet Penicillium och familjen Trichocomaceae.   Inga underarter finns listade i Catalogue of Life.